# Canthyporus congener
Canthyporus congener är en skalbaggsart som beskrevs av Omer-cooper 1956. Canthyporus congener ingår i släktet Canthyporus och familjen dykare. Inga underarter finns listade i Catalogue of Life.